# Wo soll ich fliehen hin, BWV 5

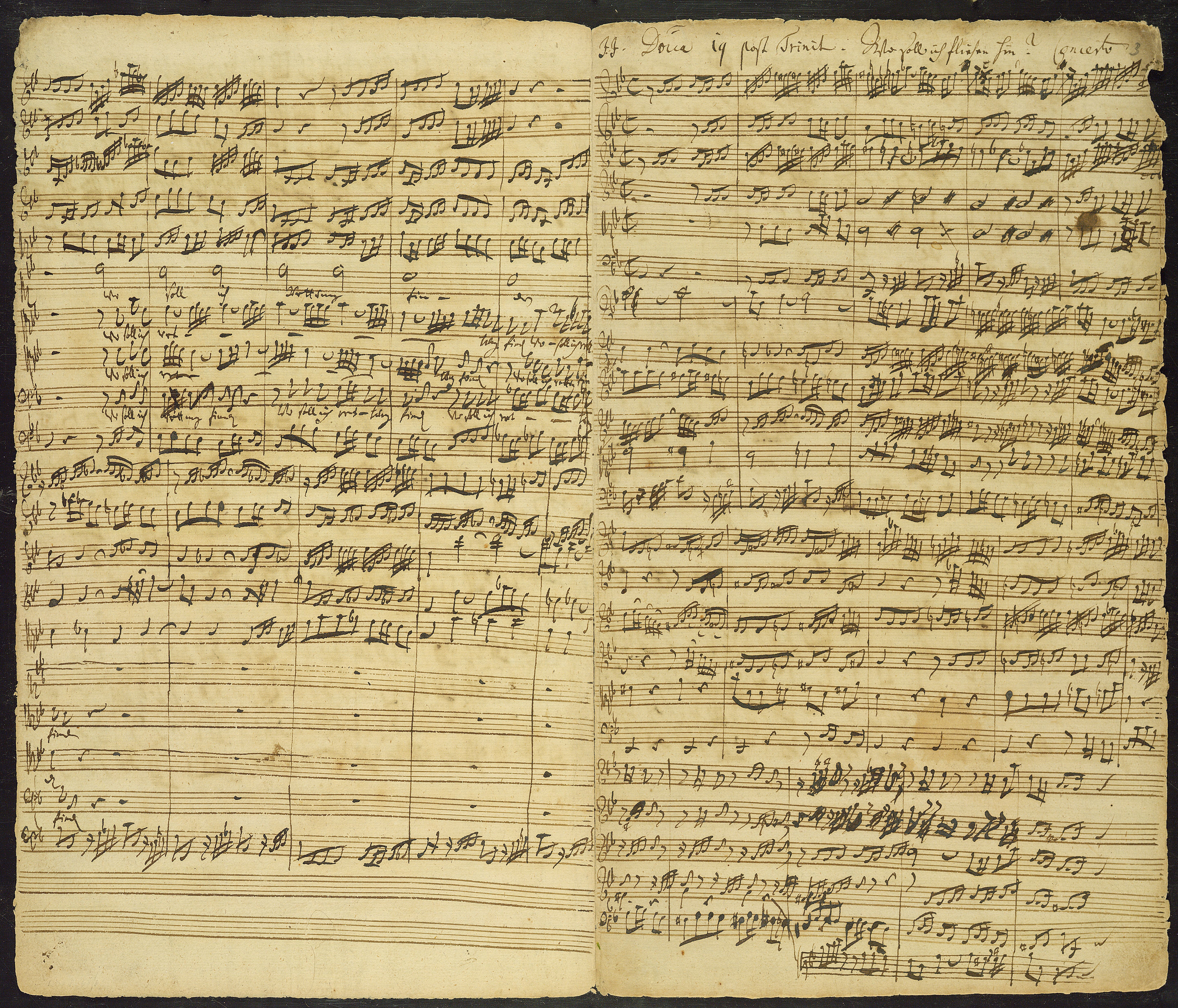
Abertura do primeiro movimento do manuscrito autografado de Bach para a sua cantata Wo soll ich fliehen hin (BWV 5). Coleção Stefan Zweig.

Wo soll ich fliehen hin (BWV 5) (em português: Para onde fugirei?) é uma cantata de Johann Sebastian Bach.
Foi escrita em Leipzig para o décimo-nono domingo após um feriado cristão, e foi executado pela primeira vez no dia 15 de outubro de 1724. A obra foi baseada em um coral de mesmo nome de Johann Heermann.
A peça foi escrita para dois oboés, tromba da tirarsi (trompete de vara), cordas (violinos, violas e baixo contínuo), solo vocal e coral. Seus sete movimentos estão em sol menor, exceto onde indicado abaixo.
Coral: "Wo soll ich fliehen hin" - um coro que fornece o tom. As vozes alto, tenor e baixo cantam um contraponto livre, enquanto os sopranos cantam o coro, sem adornos, em notas longas.
Recitativo: "Der Sünden Wust hat mich nicht nur befleckt"  - para baixo e continuo.
Ária: "Ergieße dich reichlich" (Mi maior).
Recitativo: "Mein treuer Heiland tröstet mich" ("O meu adorado Salvador conforta-me") - para alto, oboe e continuo (Sol menor modulando para Do menor).
Ária: "Verstumme, Höllenheer" ("Cala-te, anfitrião do Inferno") - para baixo, trompa, cordas e continuo (Si maior).
Recitativo: "Ich bin ja nur das kleinste Teil der Welt" ("Eu sou apenas a mais pequena parte do mundo") - para soprano e continuo.
Coral: "Führ auch mein Herz und Sinn" ("Guia também o meu coração e a minha mente") - o último verso do coral, cantado e tocado por toda a orquestra.